# Сорокодуби (Тульчинський район)
Сороко́дуби — село в Україні, у Брацлавській селищній громаді Тульчинського району Вінницької області. Населення становить 286 осіб.
Неподалік від села розташований заказник — Самчинецьке Урочище.

## Історія
7 (20) листопада 1917 року, відповідно до Третього Універсалу Української Центральної Ради, увійшло до складу Української Народної Республіки.
12 червня 2020 року, відповідно до Розпорядження Кабінету Міністрів України від  № 707-р «Про визначення адміністративних центрів та затвердження територій територіальних громад Вінницької області», увійшло до складу Брацлавської селищної громади.
19 липня 2020 року, в результаті адміністративно-територіальної реформи та ліквідації Немирівського району, село увійшло до складу Тульчинського району.